# Beata Pęksa
Beata Anna Pęksa (također kao Pęksa-Krawiec) je poljska diplomatkinja koja je od siječnja 2018. do ožujka 2020. bila poljska veleposlanica u Iraku.

## Životopis
Pęksa je diplomirala novinarstvo na Sveučilištu u Varšavi. Također je studirala europske integracije i primijenjenu socijalnu psihologiju.
Godine 1991. započela je svoju karijeru kao državna službenica, pridruživši se novoosnovanom Uredu za nacionalnu sigurnost. Bila je odgovorna za pitanja međunarodne sigurnosti. Od 1996. godine zaposlena je u Odjelu za sigurnosnu politiku Ministarstva vanjskih poslova. Postala je voditeljica jedinice za NATO i WEU, a 1999. godine, u godini proširenja NATO-a, zamjenica ravnatelja. Od 2002. do 2007. bila je zamjenica šefa misije u Stalnoj misiji Republike Poljske pri Ujedinjenim narodima u New Yorku. Među njezinim dužnostima bila su i pitanja mirovnih operacija. Bila je potpredsjednica Posebnog odbora za mirovne operacije. Nakon toga se vratila u Odjel sigurnosne politike kao specijalistica za europsku obrambenu i sigurnosnu politiku. Godine 2008. Pęksa je imenovana predstavnicom Poljske u Odboru za sigurnosnu politiku EU u Bruxellesu.
Od 2013. do 2014. bila je opunomoćena ministrica za Istočno partnerstvo. To je zajednička inicijativa sa ciljem jačanja političkog pridruživanja i gospodarske integracije šest istočnoeuropskih i južnokavkaskih zemalja partnera.
2016. postaje zamjenica ravnatelja, a iste godine i ravnateljica Sektora za sigurnosnu politiku. Bila je jedna od odgovornih za organizaciju summita NATO-a u Varšavi.
U siječnju 2018. imenovana je veleposlanicom Poljske u Iraku, a mandat je završio 31. ožujka 2020.
Osim poljskog, Pęksa govori engleski, ruski, francuski i arapski jezik.

## Nagrade
Godine 2012. odlikovana je Srebrnim križem za zasluge.